# I Can’t Sleep at Night
«I Can’t Sleep At Night» — танцевальная композиция австралийской певицы Данни Миноуг. Песня была написана самой Данни, Робом Дэвисоном и Jewels & Stone для сборника хитов Миноуг The Hits & Beyond. Позже, 8 января 2007 года, вышла синглом (правда только в формате digital) и включена в альбом Club Disco. Первоначально предполагалось выпустить «I Can’t Sleep At Night» синглом ещё в 2005 году и Данни даже успела снять клип, но в итоге было решено выпустить в качестве сингла песню «Perfection», как более перспективную.

## Клип
Начало клипа показывает Данни в квартире высокоэтажного дома ожидающей кого-то ночью. Большие, высокие окна квартиры не имеют занавесей или чего-то подобного, поэтому мужчине, наблюдающему за Данни из окна дома напротив, прекрасно видно что творится в комнате героини клипа. Миноуг продолжает ждать кого-то, развлекая себя ритмичными танцами (другие кадры показывают её пытающейся заснуть в постели), а незнакомец, поначалу просто наблюдавший за разворачивающейся картиной, достаёт фотоаппарат и начинает фотографировать певицу. Внезапно из всех окон соседних домов вспыхивают фотовспышки, незнакомец в растерянности, а Миноуг кажется вовсе не против что её фотографируют такое количество папарацци. В конце концов Данни видимо не дожидается своего гостя и финальные кадры клипа показывают её засыпающей в тот момент когда начинает звонить её сотовый телефон.

## Список композиций
1. «I Can’t Sleep at Night» (Radio edit) — 3:31
2. «I Can’t Sleep at Night» (Instrumental) — 3:29
3. «I Can’t Sleep at Night» (Afterlife remix) — 5:43
4. «I Can’t Sleep at Night» (KB Project remix) — 6:12
5. «I Can’t Sleep at Night» (Kenny Hayes Sunshine Funk dub) — 6:04
6. «I Can’t Sleep at Night» (Kenny Hayes Sunshine Funk mix) — 6:06
7. «I Can’t Sleep at Night» (Friday Night Posse remix) — 6:30